# Mayam Mahmoud
Mayam Mahmoud est une rappeuse et féministe égyptienne.
Mayam Mahmoud (arabe : ميام محمود) s'est fait connaître en participant à l'émission télévisée Arabs' Got Talent en 2013. Elle interprète des chansons ayant pour thème le harcèlement sexuel. 
Connue comme « la première rappeuse voilée » d'Égypte, elle-même dit regretter que le voile soit un élément de sa notoriété.
En 2015, elle participe à l'album collectif Bent Al-Massarwa, qui comprend six chansons, toutes interprétées par des rappeuses, mêlant rap et electro-chaabi,.

## Récompenses
En 2014 Mayam Mahmoud a reçu l'Index Freedom of Expression Awards de l'Index on Censorship, dans la catégorie Arts.